# لیدی کاترین تیت

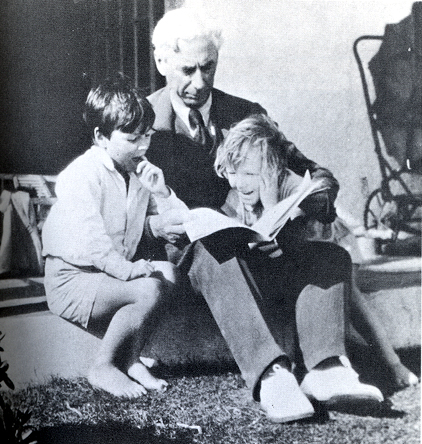
برتراند راسل با فرزندانش جان راسل و کاترین

لیدی کاترین تیت (انگلیسی: Lady Katharine Tait؛ زادهٔ ۲۹ دسامبر ۱۹۲۳_ درگذشته ۲۶ ژوئیه ۲۰۲۱) یک نویسنده و مقاله‌نویس اهل بریتانیا بود.
وی دختر برتراند راسل از همسر دومش، دورا راسل است. کاترین بنیانگذار و عضو افتخاری انجمن برتراند راسل است.